# Sotaro Yasunaga
Sotaro Yasunaga (安永 聡太郎 Yasunaga Sotaro?), född 20 april 1976, är en japansk tidigare fotbollsspelare.
I april 1995 blev han uttagen i Japans trupp till U20-världsmästerskapet 1995.